# Charles Knight (artista)
Charles Knight (27 de agosto de 1901-15 de mayo de 1990) fue un pintor paisajista británico, mejor recordado por sus acuarelas de los paisajes de Sussex. Sus obras se encuentran en las colecciones permanentes del Museo de Victoria y Alberto, el Museo Británico, la Royal Watercolour Society, Towner Eastbourne y la Universidad de Brighton.

## Primeros años de vida
Knight nació el 27 de agosto de 1901 en Hove, Sussex, hijo de Charles Knight, contable de una editorial de Brighton, y su esposa, Evelyn (de soltera Nash). Nacida como la segunda de tres hijos, su hermana mayor, Margaret Knight, se hizo monja en la Sociedad de las Hermanas de Betania en la Casa de Betania en Hindhead, Surrey, y era una artista aficionada a la flora y la fauna. Su hermano menor, John Boughton Knight, se convirtió en capellán de un teatro de Londres y vicario de la iglesia de Santa Ana, Soho.
Knight fue educado en la escuela Stanford Road Junior y en la Escuela Varndiana. Asistió a la iglesia de San Bartolomé y cantó en su coro. El vicario de la iglesia, el reverendo Gilbert Elliott, lo llevó en cuatro viajes a Europa entre 1922 y 1925: a La Bouille cerca de Rouen, a la propia Rouen, a Lucerna y a Brujas. Desde Rouen pudieron visitar París, donde Knight pasó un tiempo considerable en el Louvre.
Knight pasó su infancia en el centro de Brighton. Su familia paterna eran granjeros de Slinfold, Sussex, y su padre era un artista aficionado y naturalista, y acompañó a Knight en muchos viajes de dibujo desde que el niño tenía cuatro años.

## Carrera
De 1919 a 1923, Knight estudió en el Brighton College of Arts. Mientras estaba en la escuela, fue influenciado por las obras de Louis Ginnett y John Leopold Denman, quienes le enseñaron y más tarde se convertirían en colegas. En 1923, obtuvo un diploma en enseñanza de arte de la universidad, y ganó una beca para la Real Academia de Arte. Allí, se inspiró en Charles Sims, quien le enseñó su técnica de pintura al óleo sobre base de témpera, y en Walter Sickert, George Clausen y Glyn Philpot, quienes le enseñaron. Estuvo particularmente influenciado por la técnica de John Sell Cotman, que influyó en varios de los primeros trabajos de Knight. En 1922, fue nombrado miembro del Brighton Arts Club junto con su padre; ese año realizaron una exposición de sus pinturas. La primera exposición individual de Knight se realizó dos años más tarde en la Biblioteca Hove, donde expuso 52 pinturas.
En 1925, Knight ganó la Beca Landseer y la Medalla de Oro Turner por su paisaje al óleo titulado Llangollen, una obra considerada una reminiscencia en tema y estilo de Cotman. Se exhibió en la Exposición Anual de la Real Academia de las Artes en 1926 y fue comprado para la Tate Gallery por sir Joseph Duveen, estableciendo así la reputación de Knight, siendo elegido miembro de la Sociedad de Pintores de Sussex en 1929, miembro del Real Instituto de Pintores al Óleo y asociado de la Real Sociedad de Pintores en Acuarelas en 1933. Obtuvo membresía de pleno derecho en la Real Sociedad de Pintores en Acuarelas en 1936, y finalmente se convirtió en vicepresidente de la sociedad en 1961.
En 1926, comenzó a dar conferencias en el Brighton College of Art, donde se convertiría en subdirector interino en 1959 y subdirector en 1967, antes de jubilarse ese mismo año. En la década de 1930, pintó de forma anónima carteles de posadas encargados por el Gremio de Estudiantes de la Universidad de Birmingham para los pubs de Kemp Town Brewery 'The Grenadier' en Hove y 'Friar's Oak' en Hassocks. Algunos de estos carteles se exhibieron en The Building Centre en 1936.
Durante la Segunda Guerra Mundial, Knight se convirtió en miembro de la Home Guard y en operador telefónico nocturno para la Defensa Civil, y su puesto docente lo mantuvo apartado del servicio activo. En 1940, Pilgrim Trust le encargó su plan Recording Britain bajo la dirección de Kenneth Clark. Knight contribuyó con cuarenta dibujos de Sussex, en particular de Brighton y Lewes, por los que le pagaron 5 libras cada uno. Diez de sus dibujos llegaron a la impresión final, y su trabajo fue elogiado por William Russell Flint como el «giro de estrella» y por Kenneth Clark como la «joya de la corona». Sin embargo, en ocasiones su trabajo fue malinterpretado por un público cauteloso y en una ocasión lo confundieron con un espía alemán. En 1944, la Reina Madre invitó a Knight a enseñarle a la princesa Margarita a pintar acuarelas, impartiendo clases en el Castillo de Windsor y el Palacio de Buckingham durante tres años desde su nombramiento hasta que la gira de la Familia Real por Sudáfrica las puso fin.
Después de la guerra, Knight diseñó varias vitral es, incluso para las iglesias parroquiales de Seaford (St Leonard), Burwash Weald (St Philip), Eridge Green (Holy Trinity), Hailsham (St Mary), Horsted Keynes (St Giles) y Keymer (San Cosme y San Damián), así como la Iglesia de San Juan en Hollington, Hastings, y la Iglesia del Buen Pastor y la Iglesia de San Matías en su Brighton natal. En 1946, en la iglesia de San Patricio, Hove, pintó el Vía Crucis según diseños de Louis Ginnett, que había fallecido recientemente. Otra de sus obras locales fue la representación tallada de Minerva sobre la entrada de Brighton, Hove and Sussex Grammar School (ahora Brighton Hove & Sussex Sixth Form College), donde también diseñó algunas vidrieras. En 1947 diseñó la ventana este sobre el altar en la iglesia de St Margaret, Ditchling, donde había estado adorando desde que se mudó al pueblo desde Brighton (también fue monaguillo y celador de la iglesia en St Margaret's). En la década de 1950, sus dibujos se utilizaron en una protesta contra la construcción de una circunvalación en Ditchling. También pintó paneles de vagones de ferrocarril de Knutsford, Crafnant Valley y Ormskirk, entre otros. Grabó en su propia imprenta en su estudio y recibió el encargo de trabajar para el arquitecto John Leopold Denman, en particular produciendo dibujos en perspectiva para muchos de los edificios propuestos por Denman.
Knight murió el 15 de mayo de 1990. Desde su muerte se han realizado varias exposiciones de su obra en el área de Brighton and Hove, incluidas algunas de sus acuarelas del programa Recording Britain (1995-1996, en Brighton Museum & Art Gallery) y una importante exposición retrospectiva de la obra de Knight titulada ' More than a Touch of Poetry' en conjunto con Chris Beetles Gallery London, celebrada en la Towner Art Gallery, Eastbourne, el Hove Museum and Art Gallery y la Chris Beetles Gallery, Londres, en 1997.

## Vida personal
Knight se casó con la ilustradora Leonora Vasey, una compañera de estudios de arte de la Brighton School of Art, en 1934. Se instalaron en Ditchling. Su hijo, Richard, nació en 1938. Knight nunca aprendió a conducir un coche, prefiriendo caminar con sus materiales de pintura en una mochila y sumergirse en el paisaje. Participó activamente en la vida de la aldea de Ditchling, siendo guardián de la iglesia, gobernador de la escuela local y presidente de la Sociedad de Preservación de Ditchling. Hizo campaña a favor del parque del pueblo, donde se estableció el Ditchling Museum of Art + Craft. Knight no era miembro de la comunidad del Gremio de San José y Santo Domingo creada por Eric Gill, sin embargo, junto con otros artistas como Louis Ginnett, John Skelton y Frank Brangwyn, formaba parte del «ética de las artes y la artesanía» de Ditchling.

## Lectura adicional
- Antram, Nicholas; Pevsner, Nikolaus (2013). Sussex: East with Brighton and Hove. The Buildings of England. Londres: Yale University Press. ISBN 978-0-300-18473-0.
- Brockway, Michael (1952). Charles Knight, R.W.S., R.O.I. (en inglés). Leigh-on-Sea: F. Lewis. OCLC 2784348.
- Chris Beetles Gallery (2021). A Century of British Art Volume One: 1900-1945. Londres: Chris Beetles Ltd. pp. 102, 127. ISBN 978-1-914906-00-8.
- Chris Beetles Gallery (2021). A Century of British Art Volume Two: 1945-2010. Londres: Chris Beetles Ltd. pp. 16-25. ISBN 978-1-914906-01-5.
- Middleton, Judy (2002). The Encyclopaedia of Hove & Portslade. Brighton: Brighton & Hove Libraries.

- Datos: Q21463213
- Multimedia: Charles Knight (1901-1990) / Q21463213